# Liancalus
Liancalus is een vliegengeslacht uit de familie van de slankpootvliegen (Dolichopodidae).

## Soorten
- L. genualis Loew, 1861
- L. glaucus Becker, 1908
- L. hydrophilus Aldrich, 1893
- L. limbatus Osten Sacken, 1917
- L. querulus Osten Sacken, 1877
- L. similis Aldrich, 1893
- L. virens (Scopoli, 1763)